# Vay
Vay is een gemeente in het Franse departement Loire-Atlantique (regio Pays de la Loire). De plaats maakt deel uit van het arrondissement Châteaubriant-Ancenis. Vay telde op 1 januari 2022 2.084 inwoners.

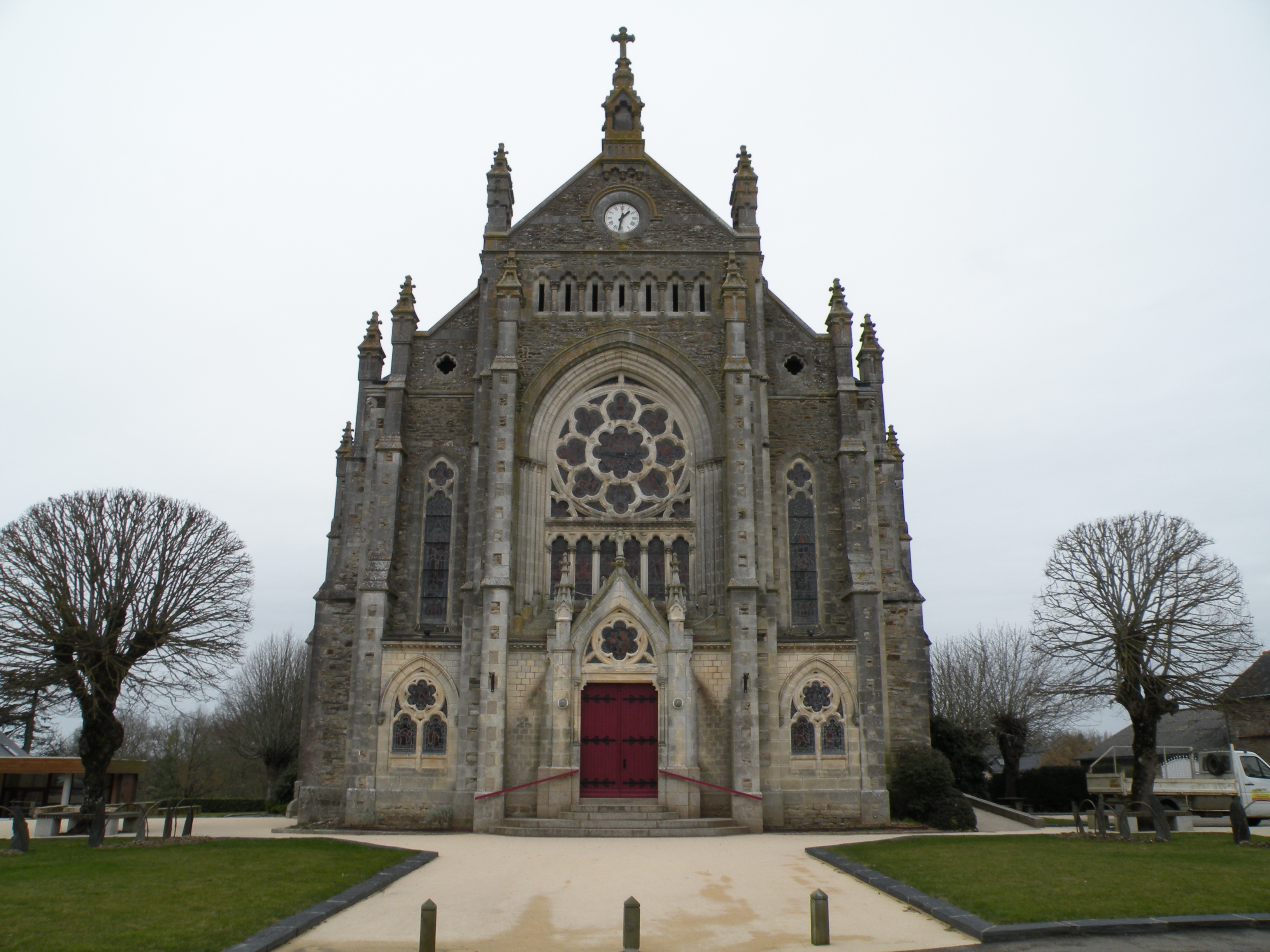
Kerk in Vay
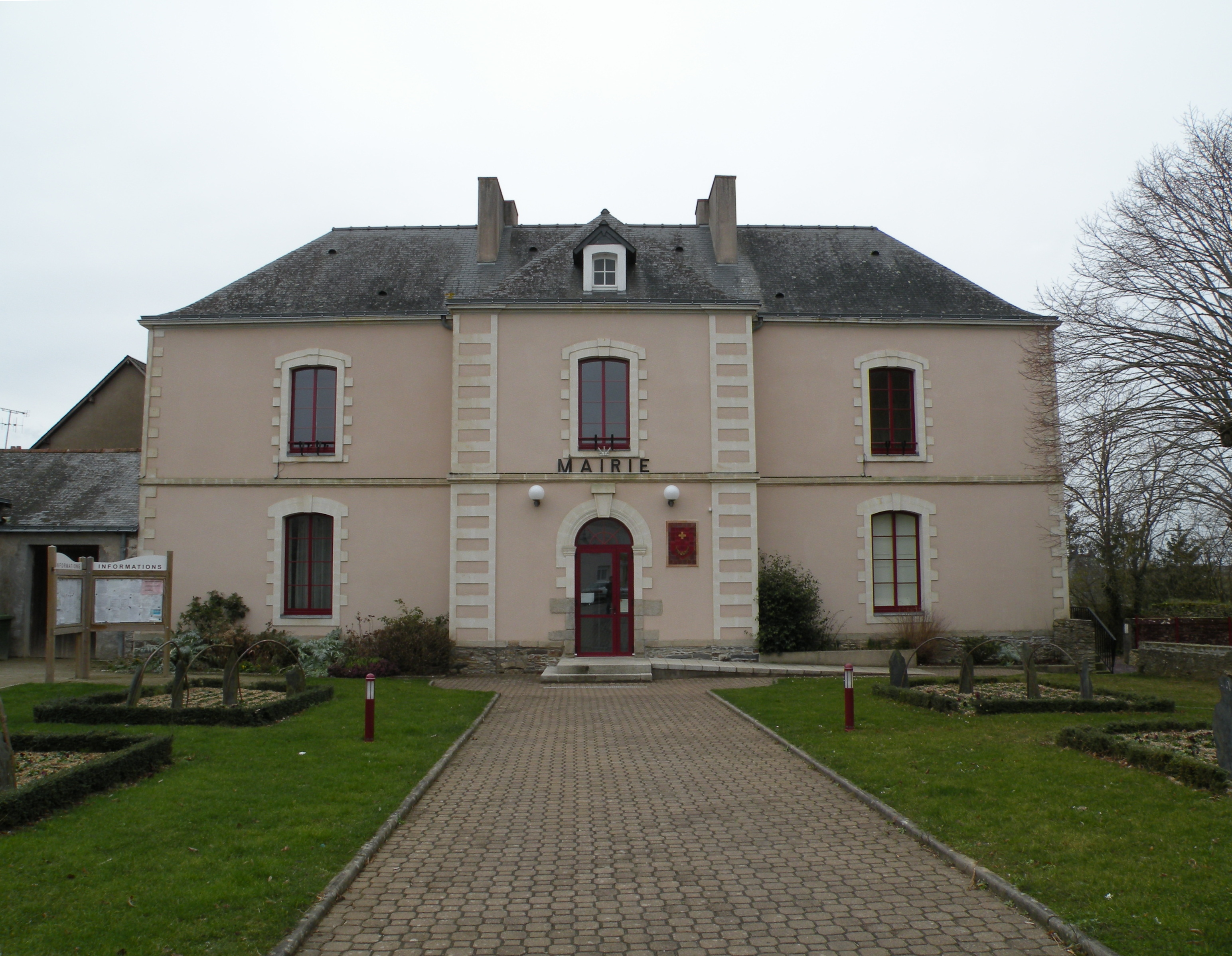
Gemeentehuis

## Geografie
De oppervlakte van Vay bedroeg op 1 januari 2022 36,13 vierkante kilometer; de bevolkingsdichtheid was toen 57,7 inwoners per km².

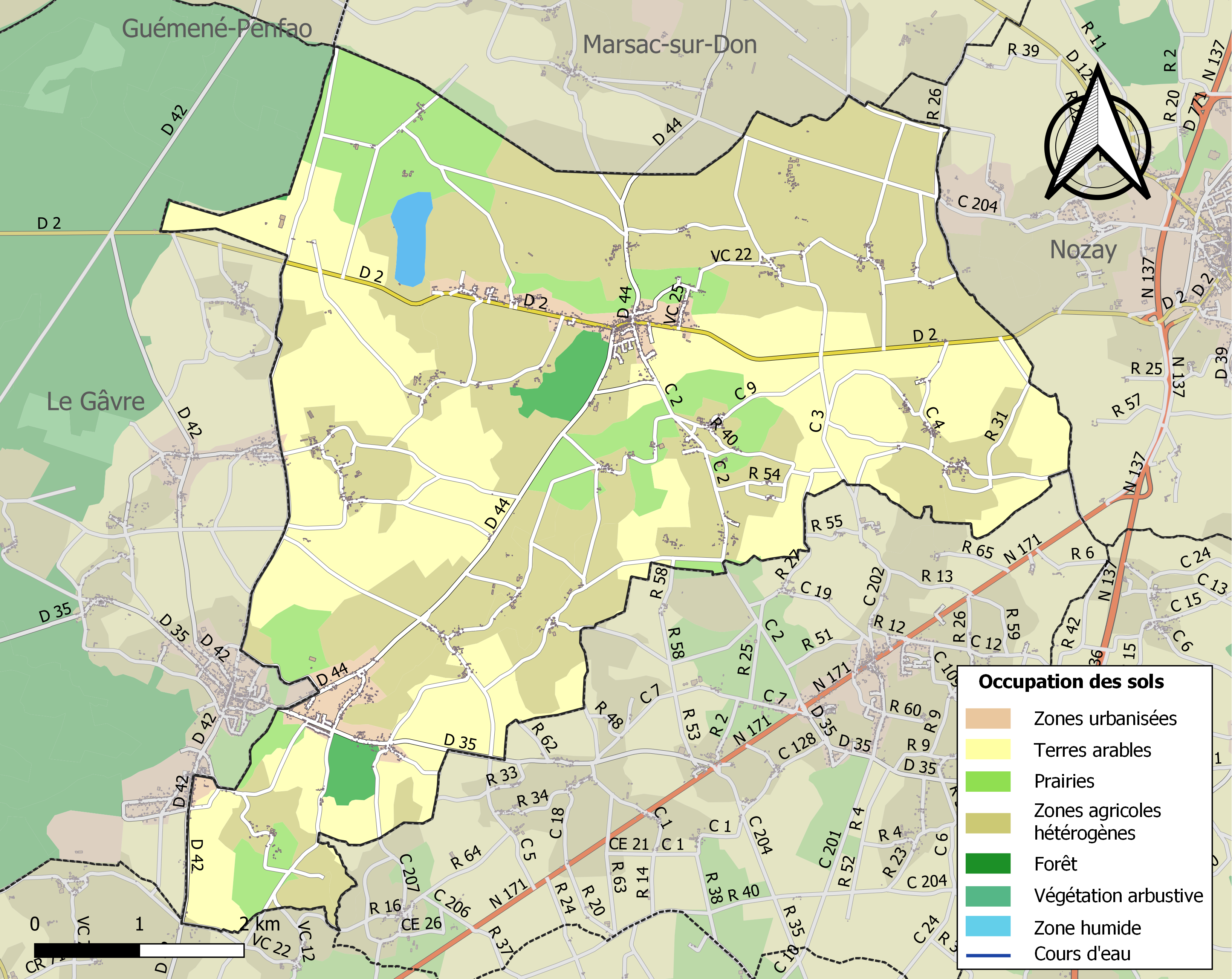
Kaart van de gemeente met de belangrijkste infrastructuur, bodemgebruik en omliggende gemeenten

## Demografie
Onderstaande figuur toont het verloop van het inwonertal (bron: INSEE-tellingen).